# SEGPHOS
SEGPHOS是一种用于不对称合成的手性配体。
它是继BINAP之后被发现的配体。SEGPHOS被测量出其芳香环之间具有较狭窄的二面角。因此SEGPHOS被预测能增加金属络合物的对映选择性与活性，以上推测后经实验被证实。